# گمینا ستژگوم

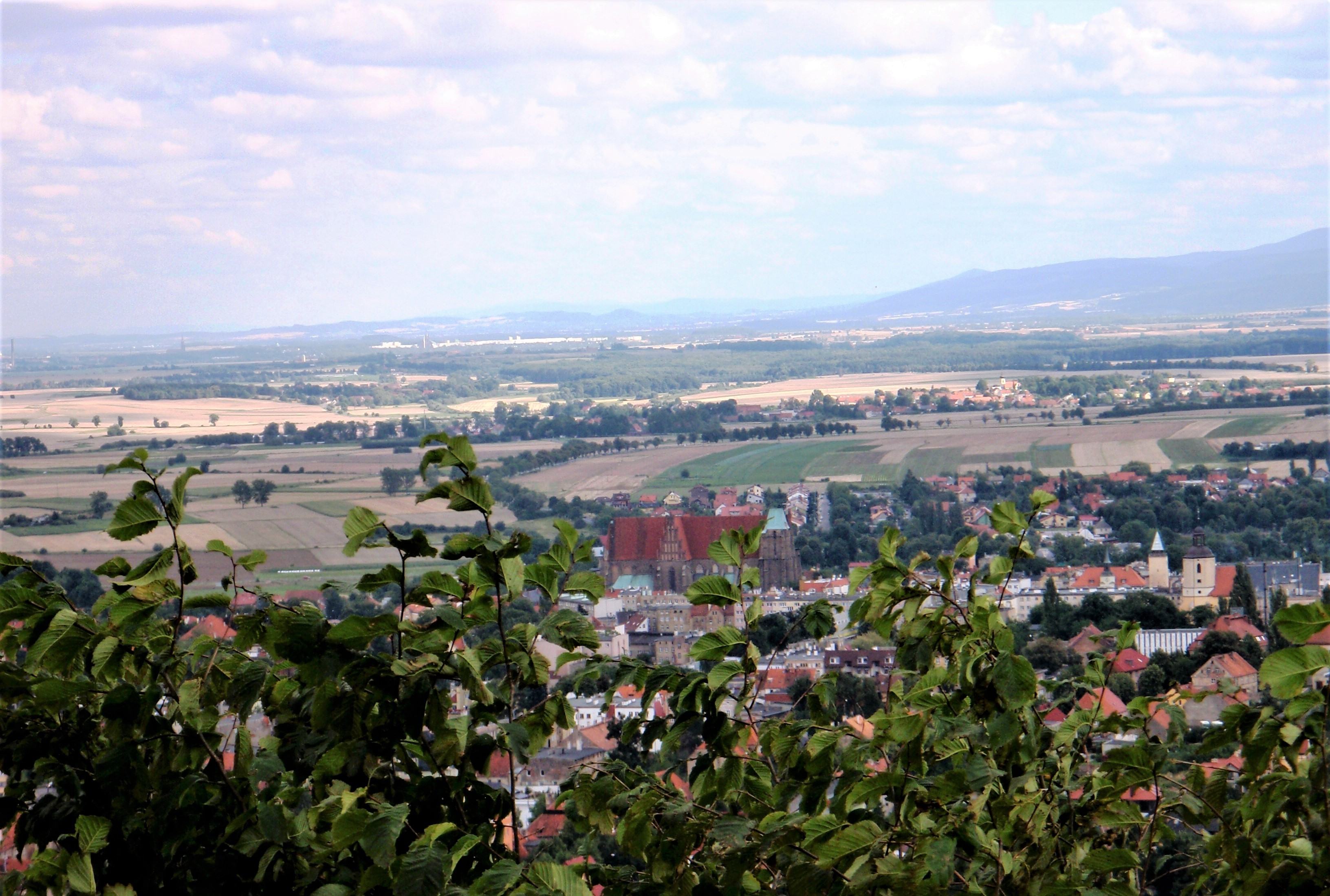
گمینا ستژگوم

گمینا ستژگوم (به لهستانی:  Gmina Strzegom) یک گمینا در لهستان است که در شهرستان شویدنگتسا واقع شده‌است. گمینا ستژگوم ۱۴۴٫۷۱ کیلومتر مربع مساحت و ۲۶٬۷۱۰ نفر جمعیت دارد.